# Haus Pfister

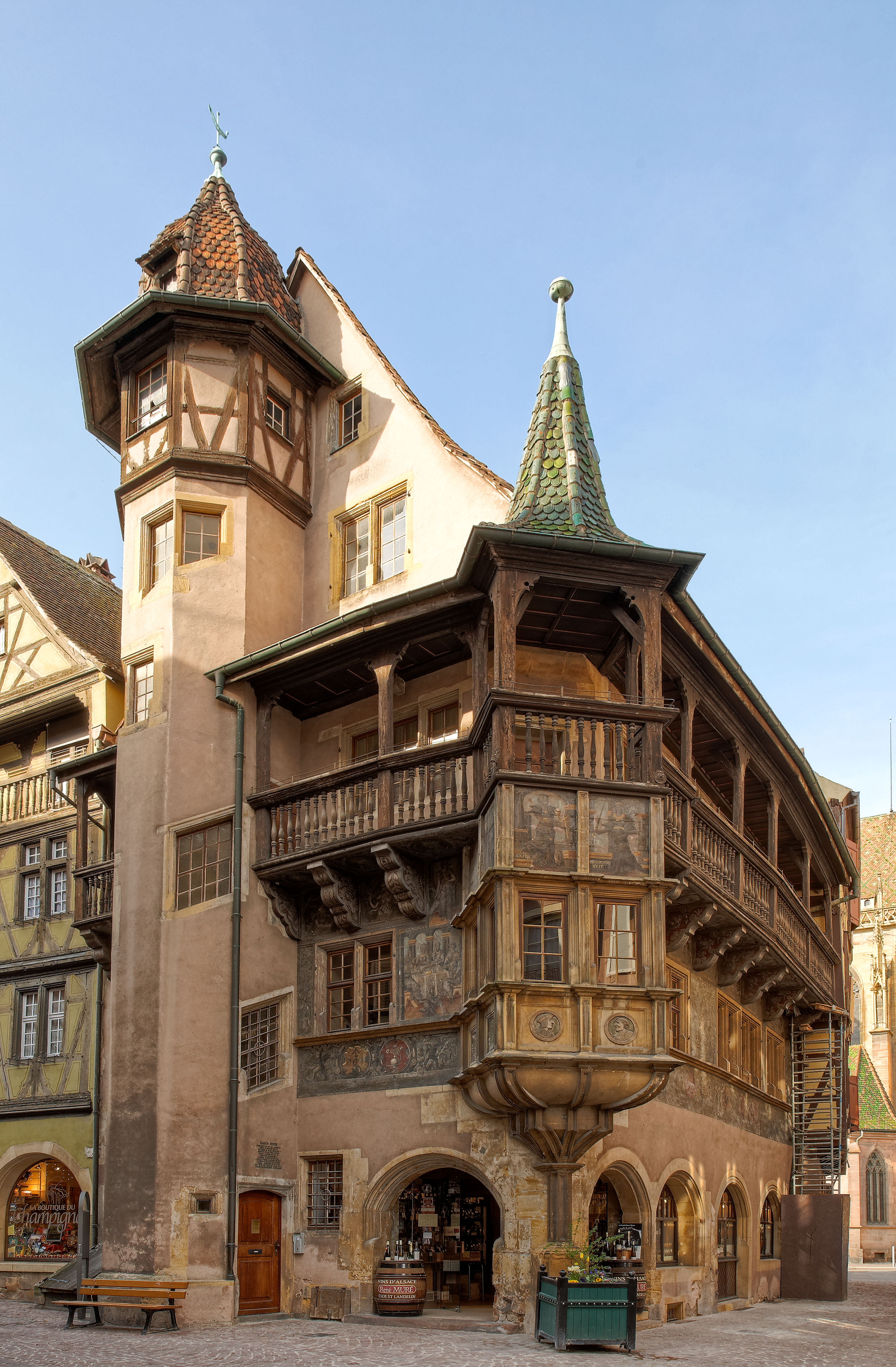
Pfisterhaus

Das Haus Pfister, oder Pfisterhaus, französisch Maison Pfister, ist ein historisches Gebäude in der französischen Stadt Colmar im Département Haut-Rhin (Oberelsass).

## Geschichte
Das Haus wurde im Jahr 1537 in der damaligen Freien Reichsstadt Colmar im Auftrag des Hutmachers Ludwig Scherer erbaut. Scherer war durch den Silberabbau im Leberautal (heute Val de Lièpvre) in den Vogesen wohlhabend geworden. Es ist das wohl bekannteste Haus und eines der architektonischen Wahrzeichen der Stadt Colmar. Der Name des Hauses stammt von einer Familie, die zwischen 1841 und 1892 dort wohnte. An der Fassade sind religiöse Szenen dargestellt. Die heutige Postanschrift lautet: 11 rue des Marchands, 68000 Colmar.